# الدوري الإنجليزي لكرة القدم 1931–32
الدوري الإنجليزي لكرة القدم 1931–32 (بالإنجليزية: 1931–32 Football League)‏ هو موسم من دوري كرة القدم الإنجليزي. فاز فيه نادي ليفربول.